# Operazione Bracelet
L'operazione Bracelet fu il nome in codice di una conferenza effettuatasi durante la seconda guerra mondiale, in particolare tra il 12 e il 17 agosto 1942, quando il primo ministro del Regno Unito Winston Churchill decise di andare per la prima volta per incontrare l'alleato Iosif Stalin a Mosca; un primo faccia a faccia con la massima carica dell'Unione Sovietica.

## Descrizione
In tale riunione, Churchill doveva riportare all'alleato sovietico che non si poteva ancora aprire un secondo fronte in Europa, ma non voleva ancora una volta inviare un solo anonimo telegramma. Preferì, anche data l'insistenza di Stalin, di andare di persona da lui per rassicurarlo che ciò si sarebbe fatto; ma quando ancora non si poteva stimare.
Churchill partì da Il Cairo il 12 agosto 1942 e atterrò poco fuori Mosca in un aeroporto militare dove lo aspettava il maresciallo Boris Michajlovič Šapošnikov, Molotov e il suo staff, l'ambasciatore americano e alcuni fotografi. Churchill venne qui senza il suo staff, poiché questo si era fermato a Tehran dato che il loro B-24 Liberator aveva problemi al motore. Su questo aereo viaggiavano Cadogan, Wavell, Brooke e Tedder.
Churchill, incontrò Stalin al Cremlino, dove discussero per tre ore circa. Dopo alcune discussioni dove Stalin non era per nulla soddisfatto, egli si disse d'accordo per l'operazione Torch, cioè una grande operazione di sbarco in Marocco e Algeria da parte degli Alleati che si effettuerà a partire dall'8 novembre 1942.
Questa conferenza non ebbe alcun riscontro strategico, ma significò una grande svolta diplomatica nei rapporti anglo-sovietici. Essa avvenne quando il presidente degli Stati Uniti D'America Roosevelt era ancora fuori dai giochi.